# Curt Lowens
Curt Lowens (født 17. november 1925 i Allenstein - 8. maj 2017) var en tysk skuespiller, såvel på teater som i film og TV, samt overlevende fra Holocaust, der tillige reddede ca. 150 jødiske børn i løbet af Holocaust. I 1947 emigrerede han med sin familie til USA.